# Melemaea virgata
Melemaea virgata är en fjärilsart som beskrevs av Taylor 1906. Melemaea virgata ingår i släktet Melemaea och familjen mätare. Inga underarter finns listade i Catalogue of Life.